# Grand Prix Hiszpanii 1951
Grand Prix Hiszpanii 1951 (oryg. Gran Premio de España) – ósma (ostatnia) runda Mistrzostw Świata Formuły 1 w sezonie 1951, która odbyła się 28 października 1951 po raz pierwszy na torze Pedralbes.
11. Grand Prix Hiszpanii, pierwsze zaliczane do Mistrzostw Świata Formuły 1.

## Lista startowa
Na niebieskim tle kierowcy, który wycofali się przed treningiem.
| Nr      | Kierowca                | Zespół                            | Samochód            | Silnik                    | Opony |
| ------- | ----------------------- | --------------------------------- | ------------------- | ------------------------- | ----- |
| 2       | Alberto Ascari          | Ferrari                           | Ferrari 375         | Ferrari Type 375 4.5L V12 | P     |
| 4       | Luigi Villoresi         | Ferrari                           | Ferrari 375         | Ferrari Type 375 4.5L V12 | P     |
| 6       | José Froilán González   | Ferrari                           | Ferrari 375         | Ferrari Type 375 4.5L V12 | P     |
| 8       | Piero Taruffi           | Ferrari                           | Ferrari 375         | Ferrari Type 375 4.5L V12 | P     |
| 10      | Peter Whitehead         | Peter Whitehead (prywatnie)       | Ferrari 375         | Ferrari 375 F1 4.5L V12   | P     |
| 12      | Maurice Trintignant     | Equipe Gordini                    | Simca-Gordini T15   | Simca-Gordini 15C 1.5L 4C | E     |
| 14      | Robert Manzon           | Equipe Gordini                    | Simca-Gordini T15   | Simca-Gordini 15C 1.5L 4C | E     |
| 16      | André Simon             | Equipe Gordini                    | Simca-Gordini T15   | Simca-Gordini 15C 1.5L 4C | E     |
| 18      | Prince Bira             | Ecurie Siam                       | Maserati 4CLT-48    | O.S.C.A. 4.5L V12         | P     |
| 20      | Giuseppe Farina         | Alfa Romeo                        | Alfa Romeo 159      | Alfa Romeo 1.5L 8C        | P     |
| 22      | Juan Manuel Fangio      | Alfa Romeo                        | Alfa Romeo 159      | Alfa Romeo 1.5L 8C        | P     |
| 24      | Felice Bonetto          | Alfa Romeo                        | Alfa Romeo 159      | Alfa Romeo 1.5L 8C        | P     |
| 26      | Emmanuel de Graffenried | Alfa Romeo                        | Alfa Romeo 159      | Alfa Romeo 1.5L 8C        | P     |
| 28      | Louis Rosier            | Ecurie Rosier                     | Talbot-Lago T26C-DA | Talbot 23CV 4.5L 6C       | D     |
| 30      | Louis Chiron            | Ecurie Rosier                     | Talbot-Lago T26C    | Talbot 23CV 4.5L 6C       | D     |
| 32      | Yves Giraud-Cabantous   | Yves Giraud-Cabantous (prywatnie) | Talbot-Lago T26C    | Talbot 23CV 4.5L 6C       | D     |
| 34      | Philippe Étancelin      | Philippe Étancelin (prywatnie)    | Talbot-Lago T26C-DA | Talbot 23CV 4.5L 6C       | D     |
| 36      | Johnny Claes            | Ecurie Belge                      | Talbot-Lago T26C-DA | Talbot 23CV 4.5L 6C       | D     |
| 38      | Georges Grignard        | Georges Grignard (prywatnie)      | Talbot-Lago T26C-DA | Talbot 23CV 4.5L 6C       | D     |
| 40      | Reg Parnell             | BRM                               | BRM P15             | BRM 15 1.5L V16           | D     |
| 44      | Francisco Godia         | Scuderia Milano                   | Maserati 4CLT-48    | Maserati 4CL 1.5L         | P     |
| 46      | Juan Jover              | Scuderia Milano                   | Maserati 4CLT-48    | Maserati 4CL 1.5L         | P     |
| 48      | Toni Branca             | Antonio Branca (prywatnie)        | Maserati 4CLT-48    | Maserati 4CL 1.5L         | P     |
| 48      | Chico Landi             | Escuderia Bandeirantes            | Maserati 4CLT-48    | Maserati 4CL 1.5L         | P     |
| Źródła: |                         |                                   |                     |                           |       |

## Wyniki

### Kwalifikacje
Źródło: racing-reference.info
| P  | Nr | Kierowca                | Konstruktor(-silnik) | Opony | Czas    | Odstęp | Strata |
| -- | -- | ----------------------- | -------------------- | ----- | ------- | ------ | ------ |
| 1  | 2  | Alberto Ascari          | Ferrari              | P     | 2:10,59 | -      | -      |
| 2  | 22 | Juan Manuel Fangio      | Alfa Romeo           | P     | 2:12,27 | +1,68  | +1,68  |
| 3  | 6  | José Froilán González   | Ferrari              | P     | 2:14,01 | +1,74  | +3,42  |
| 4  | 20 | Giuseppe Farina         | Alfa Romeo           | P     | 2:14,94 | +0,93  | +4,35  |
| 5  | 4  | Luigi Villoresi         | Ferrari              | P     | 2:16,38 | +1,44  | +5,79  |
| 6  | 26 | Emmanuel de Graffenried | Alfa Romeo           | P     | 2:16,40 | +0,02  | +5,81  |
| 7  | 8  | Piero Taruffi           | Ferrari              | P     | 2:16,80 | +0,40  | +6,21  |
| 8  | 24 | Felice Bonetto          | Alfa Romeo           | P     | 2:21,80 | +5,00  | +11,21 |
| 9  | 14 | Robert Manzon           | Simca-Gordini        | E     | 2:23,81 | +2,01  | +13,22 |
| 10 | 16 | André Simon             | Simca-Gordini        | E     | 2:24,60 | +0,79  | +14,01 |
| 11 | 12 | Maurice Trintignant     | Simca-Gordini        | E     | 2:25,25 | +0,65  | +14,66 |
| 12 | 30 | Louis Chiron            | Talbot-Lago          | D     | 2:30,32 | +5,07  | +19,73 |
| 13 | 34 | Philippe Étancelin      | Talbot-Lago          | D     | 2:31,00 | +0,68  | +20,41 |
| 14 | 32 | Yves Giraud-Cabantous   | Talbot-Lago          | D     | 2:32,18 | +1,18  | +21,59 |
| 15 | 36 | Johnny Claes            | Talbot-Lago          | D     | 2:34,46 | +2,28  | +23,87 |
| 16 | 38 | Georges Grignard        | Talbot-Lago          | D     | 2:36,58 | +2,12  | +25,99 |
| 17 | 44 | Francisco Godia         | Maserati             | P     | 2:37,45 | +0,87  | +26,86 |
| 18 | 46 | Juan Jover              | Maserati             | P     | 2:41,99 | +4,54  | +31,40 |
| 19 | 18 | Prince Bira             | Maserati-O.S.C.A.    | P     | 2:45,99 | +4,00  | +35,40 |
| 20 | 28 | Louis Rosier            | Talbot-Lago          | D     | 2:46,78 | +0,79  | +36,19 |
| P  | Nr | Kierowca                | Konstruktor(-silnik) | Opony | Czas    | Odstęp | Strata |

### Wyścig
Źródła: 
| P                                                     | + / –     | Nr | Kierowca                | Konstruktor       | Opony | Okr. | Czas / Strata | Komentarz   |
| ----------------------------------------------------- | --------- | -- | ----------------------- | ----------------- | ----- | ---- | ------------- | ----------- |
| 1                                                     | 1         | 22 | Juan Manuel Fangio      | Alfa Romeo        | P     | 70   | 2h46m54,10    |             |
| 2                                                     | 1         | 6  | José Froilán González   | Ferrari           | P     | 70   | +0:54,28      |             |
| 3                                                     | 1         | 20 | Giuseppe Farina         | Alfa Romeo        | P     | 70   | +1:45,54      |             |
| 4                                                     | 3         | 2  | Alberto Ascari          | Ferrari           | P     | 68   | +2 okr.       |             |
| 5                                                     | 3         | 24 | Felice Bonetto          | Alfa Romeo        | P     | 68   | +2 okr.       |             |
| 6                                                     | Bez zmian | 26 | Emmanuel de Graffenried | Alfa Romeo        | P     | 66   | +4 okr.       |             |
| 7                                                     | 13        | 28 | Louis Rosier            | Talbot-Lago       | D     | 64   | +6 okr.       |             |
| 8                                                     | 5         | 34 | Philippe Étancelin      | Talbot-Lago       | D     | 63   | +7 okr.       |             |
| 9                                                     | Bez zmian | 14 | Robert Manzon           | Simca-Gordini     | E     | 63   | +7 okr.       |             |
| 10                                                    | 7         | 44 | Francisco Godia         | Maserati          | P     | 60   | +10 okr.      |             |
| Niesklasyfikowani                                     |           |    |                         |                   |       |      |               |             |
|                                                       |           | 4  | Luigi Villoresi         | Ferrari           | P     | 48   | +22 okr.      | zapłon      |
|                                                       |           | 16 | André Simon             | Simca-Gordini     | E     | 48   | +22 okr.      | silnik      |
|                                                       |           | 36 | Johnny Claes            | Talbot-Lago       | D     | 37   | +33 okr.      | wypadek     |
|                                                       |           | 8  | Piero Taruffi           | Ferrari           | P     | 30   | +40 okr.      | utrata koła |
|                                                       |           | 12 | Maurice Trintignant     | Simca-Gordini     | E     | 25   | +45 okr.      | silnik      |
|                                                       |           | 38 | Georges Grignard        | Talbot-Lago       | D     | 23   | +47 okr.      | silnik      |
|                                                       |           | 32 | Yves Giraud-Cabantous   | Talbot-Lago       | D     | 7    | +63 okr.      | wypadek     |
|                                                       |           | 30 | Louis Chiron            | Talbot-Lago       | D     | 4    | +66 okr.      | iskrownik   |
|                                                       |           | 18 | Prince Bira             | Maserati-O.S.C.A. | P     | 1    | +69 okr.      | silnik      |
| Nie wystartowali / niedopuszczeni do ponownego startu |           |    |                         |                   |       |      |               |             |
|                                                       |           | 46 | Juan Jover              | Maserati          | P     | 0    |               | silnik      |
|                                                       |           | 10 | Peter Whitehead         | Ferrari           | P     | 0    |               | nie przybył |
|                                                       |           | 40 | Reg Parnell             | BRM               | D     | 0    |               | nie przybył |
|                                                       |           | 48 | Toni Branca             | Maserati          | P     | 0    |               | nie przybył |
|                                                       |           | 48 | Chico Landi             | Maserati          | P     | 0    |               | nie przybył |
| P                                                     | + / –     | Nr | Kierowca                | Konstruktor       | Opony | Okr. | Czas / Strata | Komentarz   |

### Najszybsze okrążenie
Źródło: statsf1.com
| Nr | Kierowca           | Konstruktor | Czas    | Okr. |
| -- | ------------------ | ----------- | ------- | ---- |
| 22 | Juan Manuel Fangio | Alfa Romeo  | 2:16,93 | 3    |

### Prowadzenie w wyścigu
Źródło: statsf1.com
| Nr                              | Kierowca           | Konstruktor | Okrążenia | Suma |
| ------------------------------- | ------------------ | ----------- | --------- | ---- |
| 22                              | Juan Manuel Fangio | Alfa Romeo  | 4-70      | 67   |
| 2                               | Alberto Ascari     | Ferrari     | 1-3       | 3    |
| \| Wykres \| \| ------ \| \| \| |                    |             |           |      |
| Wykres                          |                    |             |           |      |
|                                 |                    |             |           |      |

## Klasyfikacja po wyścigu
Pierwsza piątka otrzymywała punkty według klucza 8-6-4-3-2, 1 punkt przyznawany był dla kierowcy, który wykonał najszybsze okrążenie w wyścigu. Klasyfikacja konstruktorów została wprowadzona w 1958 roku. Liczone było tylko 4 najlepsze wyścigi danego kierowcy.
Uwzględniono tylko kierowców, którzy zdobyli jakiekolwiek punkty
| P  | +/− | Kierowca                | Starty | Punkty  | P1 | P2 | P3 | PP | NO | NS |
| -- | --- | ----------------------- | ------ | ------- | -- | -- | -- | -- | -- | -- |
| 1  | 0   | Juan Manuel Fangio      | 7      | 31 (37) | 3  | 2  | –  | 4  | 5  | 1  |
| 2  | 0   | Alberto Ascari          | 7      | 25 (28) | 2  | 2  | –  | 2  | –  | 1  |
| 3  | 0   | José Froilán González   | 6      | 24 (27) | 1  | 3  | 1  | 1  | –  | 1  |
| 4  | 0   | Giuseppe Farina         | 7      | 19 (22) | 1  | –  | 3  | –  | 2  | 2  |
| 5  | 0   | Luigi Villoresi         | 7      | 15 (18) | –  | –  | 3  | –  | –  | 2  |
| 6  | 0   | Piero Taruffi           | 6      | 10      | –  | 1  | –  | –  | –  | 2  |
| 7  | 0   | Lee Wallard             | 1      | 9       | 1  | –  | –  | –  | 1  | –  |
| 8  | +1  | Felice Bonetto          | 4      | 7       | –  | –  | 1  | –  | –  | 1  |
| 9  | −1  | Mike Nazaruk            | 1      | 6       | –  | 1  | –  | –  | –  | –  |
| 10 | 0   | Reg Parnell             | 2      | 5       | –  | –  | –  | –  | –  | –  |
| 11 | 0   | Luigi Fagioli           | 1      | 4       | 1  | –  | –  | –  | –  | –  |
| 12 | 0   | Consalvo Sanesi         | 4      | 3       | –  | –  | –  | –  | –  | 1  |
| =  | 0   | Louis Rosier            | 7      | 3       | –  | –  | –  | –  | –  | 1  |
| =  | 0   | Andy Linden             | 1      | 3       | –  | –  | –  | –  | –  | –  |
| 15 | 0   | Manny Ayulo             | 1      | 2       | –  | –  | 1  | –  | –  | –  |
| =  | 0   | Jack McGrath            | 1      | 2       | –  | –  | 1  | –  | –  | –  |
| 17 | 0   | Emmanuel de Graffenried | 5      | 2       | –  | –  | –  | –  | –  | 3  |
| =  | 0   | Yves Giraud-Cabantous   | 6      | 2       | –  | –  | –  | –  | –  | 3  |
| =  | 0   | Bobby Ball              | 1      | 2       | –  | –  | –  | –  | –  | –  |
| P  | +/− | Kierowca                | Starty | Punkty  | P1 | P2 | P3 | PP | NO | NS |